# Годишни музикални награди на БГ Радио
Годишни музикални награди на БГ радио се раздават ежегодно, като първата церемония се провежда през 2002 г. Това е най-голямото музикално събитие за награждаване постиженията в българската поп и рок музика в България. То се организира от екипа на БГ Радио, но номинираните и победителите във всяка една от музикалните категории се определят изцяло от слушателите на БГ Радио. Това са единствените музикални награди на територията на страната, които се определят изцяло от слушателите и феновете. Годишните музикални награди са провеждат в два етапа чрез гласуване на сайта на медията. В първия етап слушателите имат възможност да прегледат и изслушат всички песни, които са прозвучали за първи път в ефира на БГ Радио през съответната година. Те имат право да гласуват за 5-а от фаворите си във всяка категория. Така на края на първия етап се определят 5-ата номинирани във всяка категория. Втория етап е решаващ за определяне на победителите в отделните категории. Слушателите гласуват за своя фаворит от номинираните в първия етап. Категориите са 9 – БГ Дебют, БГ Песен, БГ Текст, БГ Изпълнител, БГ Изпълнителка, БГ Група, БГ Дует/Трио, БГ Албум, БГ Видеоклип. БГ Радио раздава и още три специални награди, които се определят от екипа на медията и това са БГ Вдъхновител, БГ Посланик и БГ Град посланик на българската музика. Церемонията по раздаването на Годишните музикални награди се провежда на едни от най-големите сцени в България и събира хиляди фенове публика.

## Водещи
- Ерол Ибрахимов (2002 – 2003)
- Мария Илиева (2004)
- Руши Видинлиев (2007)
- Дичо (2008)
- Орлин Павлов (2009)
- Вики Терзийска (2010)
- Орлин Горанов (2012)
- Любо Киров (2009 – 2010, 2012 – 2014)
- Милица Гладнишка (2020)
- Деян Славчев - Део (2003 – 2007, 2021)
- Поли Генова (2019, 2021)
- Хилда Казасян (2022)
- Рафи Бохосян (2015 – 2019, 2024)
- Ненчо Балабанов (2024)
- Юлиан Вергов (2022 – 2023, 2025)
- Мария Бакалова (2025)

## Церемонии по връчване на наградите и победители по години

### Годишни музикални награди на БГ радио 2002
- Дебют – Каризма
- Група – Сладки мечти
- Певец – Стенли
- Певица – Ирина Флорин
- Песен – Рискувам да те имам – Каризма
- Албум – „В трето лице“ – Ирина Флорин
- Изпълнител на живо – Д-2
- Текст – „Давам всичко за теб“ – Графа
- Видеоклип – Лунен сън – реж. Георги Марков; изп. Мария Илиева
- Нова версия на „Златна БГ песен“ – Тази вечер аз съм хубава, изп. Дони и Нети

Специални награди:
- Най-добър издател – „Старс рекърдс“
- Най-добър композитор – Момчил Колев
- БГ супергрупа
- вокал – Любо Киров (Те)
- китарист – Митко Кърнев – (Д-2)
- пианист – Ясен Велчев – (Те)
- бас – Иво Звездомиров – (Те)
- барабанист – Стоян Янкулов „Стунджи“
- БГ вдъхновител – Васил Найденов
- Откритието на БГ Радио – Шангри Ла

### Годишни музикални награди на БГ радио 2003
- БГ Дебют – Тони
- БГ Група – Д2
- БГ изпълнител – Руши
- БГ Изпълнителка – Мария Илиева
- БГ Песен – 100 години, изпълнения на Д2, текст Румен Гайдев – Гаро
- БГ Албум – Д2 – „Д 2 2002“
- Изпълнител на живо – Б.Т.Р
- БГ Текст – Колко ми липсваш, текст „Каризма
- БГ Видеоклип – Лъжи ме, изпълнение на Руши и Карла Рахал – режисьор Жоро Торнев
- Нова версия на „Златна БГ песен“ – Дони и Лея Иванова – спри до мен

Специални награди:
- Най-добър издател – КА мюзик
- Най-добър композитор – Магомед Алиев – Мага
- БГ супергрупа
- вокал – Атанас Пенев от БТР
- китарист – Красимир Тодоров от „Д 2“
- пианист – Ясен Велчев – (Те)
- бас – Веселин Велинов-Еко от „Ънду“
- барабанист – Валери Ценков от „Каффе“
- БГ вдъхновител – Стефан Димитров
- Откритието на БГ Радио – Сафо

### Годишни музикални награди на БГ радио 2004
- БГ Дебют – Галя и Сатен
- БГ Група – Сафо
- БГ Изпълнител – Графа
- БГ Изпълнителка – Белослава
- БГ Песен – „Ти“ – Нина Николина, текст Гери Турийска
- БГ Албум – Независим – Руши
- Изпълнител на живо – Те
- БГ Текст – Искам те – Графа, текст Графа

Специални награди:
- Най-добър композитор – Магомед Алиев – Мага
- Най-успешно медийно представяне – Васил Найденов
- БГ вдъхновител – Лили Иванова
- Откритието на БГ Радио – група Огледално

### Годишни музикални награди на БГ радио 2005
- БГ Дебют – Део
- БГ Група – Б.Т.Р
- БГ Изпълнител – Руши
- БГ Изпълнителка – Нина Николина
- БГ Песен – Шоколад, група Остава
- БГ Албум – Ако има рай – Графа
- Изпълнител на живо – Д2
- БГ Текст – Ако има рай – Графа, текст Графа

Специални награди:
- Най-добър композитор – Миро Гечев
- БГ Вдъхновител – Щурците
- Откритието на БГ Радио – AWAKE

### Годишни музиклани награди на БГ радио 2006
- БГ Дебют – Марин Йончев
- БГ Група – Те
- БГ Албум – „Quattro“ – Ъпсурт
- БГ Ипълнител – Графа
- БГ Изпълнителка – Мария Илиева
- БГ Песен – „Минаваш През Мен“ – Кариzма
- БГ Дует/Трио – Кариzма
- БГ Текст – „3 в 1 – Неочаквано добра комбинация“ – Ъпсурт (Ицо Хазарта и Бат Венци)

Специални награди:
- БГ Вдъхновител – група Сигнал
- БГ Композитор – Графа
- БГ Откритие – I & I

### Годишни музикални награди на БГ радио 2007
БГ радио връчва своите годишни музикални награди за шести пореден път. Бляскавата церемония се провежда на 25 март 2007 г. в зала 1 на НДК. Закачка със своите слушатели е и мотото на церемонията, повлияна от историите за Агент 007, съвпадаща с последните три цифри на годината. Водещи са Деян Славчев-Део и Руши Видинлиев. Най-добрите на родната поп и рок сцена се определят както всяка година чрез гласовете единствено на слушателите на радиото. В същинското гласуване участват над 15 000 души. Те гласуват за общо осем категории: БГ Песен, БГ Текст, БГ Изпълнителка, БГ Изпълнител, БГ Албум, БГ Група, БГ Дует/Трио и БГ Видеоклип. Още две награди са връчени за БГ Композитор и БГ Вдъхновител, като за тях право на глас имат само музикантите и изпълнителите. На сцената излизат някои от най-обичаните и популярни български изпълнители. Носителката на наградата БГ вдъхновител за 2004 година Лили Иванова е специален гост и предизвиква фурор в залата, Камелия Тодорова и група Те изпяват своята обща песен, Дони и Нети се представят с романтична балада, а Миро от дует Каризма дебютира именно на сцената на Годишните музикални награди на БГ радио като солов изпълнител с песента си Някога преди. Завършек на емоционалната вечер е изненада, подготвена от БГ радио. Наско от БТР, Любо, Васил Найденов и Орлин Горанов изпълняват песента „Моя страна, моя България“, избрана от слушателите на радиото за най-великата българска песен на всички времена.
- БГ Група – Gravity Co
- БГ Албум – Каризма – Еклисиаст
- БГ Ипълнител – Графа
- БГ Изпълнителка – Мария Илиева
- БГ Песен – Не сега – Кариzма
- БГ Дует/Трио – Кариzма
- БГ Текст – Зелене и кафяви – Графа, текст Графа
- БГ Видеоклип – Светла Иванова – C’est la vie. Режисьор Васил Стефанов

Специални награди:
- БГ Вдъхновител – Орлин Горанов
- БГ Композитор – Графа

### Годишни музикални награди на БГ радио 2008
За седма поредна година БГ радио връчва своите Годишни музикални награди. На пищна церемония, която се провежда на 6 април 2008 г. в зала 1 на НДК, са наградени български изпълнители в общо 11 категории, за 9 от които гласуват над 15 хиляди слушатели на радиото. Другите две категории – БГ вдъхновител и БГ посланик са връчени от БГ радио на хората, направили много за популяризиране на българската музика. Водещ на церемонията е Дичо, а свои нови песни изпяват Миро, Графа и Мария Илиева, Любомир Киров, Елица Тодорова и Стоян Янкулов, Невена Цонева и Теодор Койчинов, както и част от участниците в първото издание на Music Idol. Освен тях на сцената се изявяват още Deep Zone Project с участието на Baltazar, които изпълняват песента, която ще представи България на изданието на Евровизия в Белград, Дичо и неговата песен Пътувам. Братя Аргирови се събират отново след 6 години специално за церемонията по връчване на Годишните музикални награди на БГ радио. Мариана Попова изпява песента на Емил Димитров Ако си дал и заслужено получава силни овации от публиката в залата.
- БГ Дебют – Невена
- БГ Песен – Вода – Елица Тодорова и Стоян Янкулов
- БГ Текст – Някога преди – Миро
- БГ Изпълнител – Графа
- БГ Изпълнителка – Мариана Попова
- БГ Албум – Без страх – Невена
- БГ Дует/Трио – Елица Тодорова и Стоян Янкулов
- БГ Група – Д_2

Специални награди:
- БГ Видеоклип – Някога преди – Миро
- БГ Вдъхновение на името на Ана Мария Тонкова – Силвия Кацарова
- БГ Посланик – Елица Тодорова и Стоян Янкулов

### Годишни музикални награди на БГ Радио 2009
- БГ дебют – Нора
- БГ песен – „Губя контрол, когато...“ – Миро
- БГ текст – „Враг“ – Графа, текст Графа и Гергана Турийска
- БГ изпълнител – Миро
- БГ изпълнителка – Невена
- БГ албум – „Омиротворен“ – Миро
- БГ дуо/трио – Нина Николина и Калин Вельов
- БГ група – „Б.Т.Р.“
- БГ видеоклип – „Враг“, реж. Васил Стефанов

Специални награди:
- БГ Вдъхновение на името на Ана Мария Тонкова – Маргарита Хранова
- БГ Посланик – Димитър Бербатов

### Годишни музиклани награди на БГ Радио 2010
- БГ Дебют – Маги Джанаварова
- БГ Песен – „Убиваме с любов“ – Миро
- БГ Текст – „Оставяш следи“ – текст Графа
- БГ Изпълнител – Миро
- БГ Изпълнителка – Деси Добрева
- БГ Албум – „Като нея“ – Те
- БГ Дуо/Трио – Мария Илиева и Кийт Томпсън
- БГ Група – Deep Zone
- БГ Видеоклип – „Убиваме с любов“ – Миро, реж. Силвестър Лолов

Специални награди:
- БГ Вдъхновение на името на Ана Мария Тонкова – Милена Славова

### Годишни музикални награди на БГ радио 2012
- БГ Песен – „Ти не можеш да ме спреш“ – Дивна, Миро, Криско
- БГ Текст – „Чуй ме“ – Мариана Попова
- БГ Албум – „Невидим“ – Графа
- БГ Изпълнител – Любо
- БГ Изпълнителка – Рут
- БГ Дуо/Трио – Рут и Белослава
- БГ Група – Мери Бойс Бенд
- БГ Дебют – Дивна
- БГ Видеоклип – „Заедно“ – Графа, Орлин Павлов, Любо, реж. Васил Стефанов

Специални награди:
- БГ Вдъхновение на името на Ана Мария Тонкова – Дони и Момчил
- БГ Посланик – Йордан Йовчев

### Годишни музикални награди на БГ радио 2013
- БГ Дебют – Михаела Филева
- БГ Песен – Графа, Бобо и Печенката – Дим да ме няма
- БГ Текст – Орлин Павлов, с участието на Бобо – Секунда – Текст: Графа, Любо, Бобо
- БГ Изпълнител – Графа
- БГ Изпълнителка – Белослава
- БГ Албум – Графа – Дим да ме няма
- БГ Дует/Трио – Ангел и Моисей
- БГ Група – Б.Т.Р.
- БГ Видеоклип – Орлин Павлов, с участието на Бобо – Секунда

Специални награди:
- БГ Вдъхновение на името на Ана Мария Тонкова – Стенли и Тангра
- БГ Посланик – Лили Иванова

### Годишни музикални награди на БГ радио 2014
- БГ дебют – Venzy
- БГ песен – Революция Z – Аз искам
- БГ текст – Мария Илиева и Любо Киров – Играя стилно
- БГ изпълнител – Любо
- БГ изпълнителка – Михаела Филева
- БГ албум – „Ruth“ – Рут
- БГ дуо трио – Ангел и Мойсей
- БГ група – Б. Т. Р.
- БГ видеоклип – „Захир“, Ice Cream; реж. Малин Миланов – Монти

Специални награди:
- БГ Вдъхновение на името на Ана Мария Тонкова – Камелия Тодорова
- БГ Концерт – Сигнал

### Годишни музиклани награди на БГ Радио 2015
- БГ ДЕБЮТ – Жана Бергендорф
- БГ ПЕСЕН – „Видимо доволни“ – Криско и Мария Илиева
- БГ ТЕКСТ – „И аз съм тук“ – Михаела Филева, текст Михаела Филева
- БГ АЛБУМ – „Защо“ – Б. Т. Р.
- БГ ИЗПЪЛНИТЕЛ – Криско
- БГ ИЗПЪЛНИТЕЛКА – Михаела Филева
- БГ ДУО/ТРИО – Крисия Тодорова, Хасан и Ибрахим Игнатови
- БГ ГРУПА – Б.Т.Р.
- БГ ВИДЕОКЛИП – „Planet of the Children“ – Крисия Тодорова, Хасан и Ибрахим Игнатови, режисьор Мартин Макариев

Специални награди:
- БГ Вдъхновение на името на Ана Мария Тонкова – Тони Димитрова

### Годишни музиклани награди на БГ Радио 2016
- БГ ПЕСЕН – „Стъпка напред“ – Михаела Маринова
- БГ ТЕКСТ – „Моменти“ – Графа – текст Графа и Илия Григоров
- БГ АЛБУМ – „Инкогнито“ – Михаела Филева
- БГ ИЗПЪЛНИТЕЛ – Криско
- БГ ИЗПЪЛНИТЕЛКА – Михаела Филева
- БГ ДУО/ ТРИО – Pavell&Venci Venc’
- БГ ГРУПА – Ice cream
- БГ ДЕБЮТ – Михаела Маринова
- БГ ВИДЕОКЛИП – „Стъпка напред“ – Михаела Маринова, режисьор Георги Ангелов

Специални награди:
- БГ Посланик 2016 – Поли Генова
- БГ Вдъхновение на името на Ана Мария Тонкова – FSB

### Годишни музикални награди на БГ радио 2017
- БГ Дебют – Кристиан Костов
- БГ Текст – Не ти ли стига – Михаела Маринова – текст: Павел Николов – Pavell
- БГ Песен – Pavell & Venci Venc’ и Кристиан Костов – Вдигам Level
- БГ Изпълнител – Кристиан Костов
- БГ Изпълнителка – Поли Генова
- БГ Група – СкандаУ
- БГ Дуо/Трио – Pavell & Venci Venc’
- БГ Видеоклип – I`m the Queen – Gery – Nikol, реж. Николай Нанков
- БГ Албум – Моменти – Графа

Специални награди:
- БГ Посланик – Кристиан Костов
- БГ Вдъхновение на името на Ана Мария Тонкова – Йорданка Христова

### Годишни музикални награди на БГ радио 2018
- БГ Дебют – Papi Hans
- БГ Песен – „Гълъбо“ – Миро
- БГ Текст – „Гълъбо“ – Миро, текст: Вида Пиронкова
- БГ Изпълнител – Криско
- БГ Изпълнителка – DARA
- БГ Група – СкандаУ
- БГ Дует/трио – Pavell & Venci Venc’
- БГ Албум – „Знам – най-доброто от Любо Киров“ – Любо Киров
- БГ Видеоклип – „Гълъбо“ – Миро, реж. Васил Стефанов и Стефка Николова

Специални награди:
- БГ Град посланик на българската музика – Благоевград
- БГ Посланик – Мистерията на българските гласове
- БГ Вдъхновение на името на Ана Мария Тонкова – АХАТ

### Годишни музикални награди на БГ Радио 2019
- БГ Дебют – 4Magic
- БГ Песен – „Чужди усмивки“ – Toto H
- БГ Текст – „Чужди усмивки“ – ToTo H – текст: Йонислав Йотов – ToTo H
- БГ Албум – „Нова страница“ – Михаела Филева
- БГ Изпълнител – Любо Киров
- БГ Изпълнителка – Мария Илиева
- БГ Дует/ Вокална група – СкандаУ
- БГ Група – Ку-Ку Бенд
- БГ Видеоклип – „Печат от моята душа“ – Миро, реж. Миро

Специални награди:
- БГ Вдъхновение на името на Ана Мария Тонкова – братя Аргирови

### Годишни музикални награди на БГ Радио 2020
- БГ Дебют – Алма
- БГ Песен – Pavell & Venci Venc и Любо Киров – „Не бих могъл“
- БГ Текст – Ицо Хазарта – „Имам човек“
- БГ Албум – Ицо Хазарта
- БГ Изпълнител – Ицо Хазарта
- БГ Изпълнителка – Михаела Филева
- БГ Дует/ Вокална група – СкандаУ
- БГ Група – Стефан Вълдобрев и Обичайните заподозрени
- БГ Видеоклип – „Нависоко“ – Миро и Койна Русева, реж. Васил Стефанов и Стефка Николова

Специални награди:
- БГ Вдъхновение на името на Ана Мария Тонкова – дует Ритон

### Годишни музикални награди на БГ Радио 2021
- БГ Дебют – Керана и космонавтите
- БГ Песен – Миро – „Очите“
- БГ Текст – Миро – „Очите“
- БГ Албум – Михаела Маринова - "Стъпка Напред "
- БГ Изпълнител – Тото Н
- БГ Изпълнителка – Поли Генова
- БГ Дует/Трио/Вокална група – СкандаУ
- БГ Група – Б.Т.Р.
- БГ Видеоклип – „Заедно“ – Слави Трифонов, Тото Н и Ку-Ку Бенд, реж. Валери Милев
- БГ Комбинация – „Заедно“ – Слави Трифонов, Тото Н и Ку-Ку Бенд
- БГ Посланик – Виктория Георгиева

Специални награди:
- БГ Вдъхновение – Тоника СВ и Стефан Диомов

### Годишни музикални награди на БГ Радио 2022
- БГ Дебют – RIA
- БГ Песен – Любо Киров – „Целуни ме“
- БГ Текст – Любо Киров – „Целуни ме“, текст Любо Киров
- БГ Албум – Миро – „Мироглед“
- БГ Изпълнител – Миро
- БГ Изпълнителка – Мария Илиева
- БГ Дует/Трио/Вокална група – Pavell & Venci Venc
- БГ Група – Стефан Вълдобрев и Обичайните заподозрени
- БГ Видеоклип – Дара – "Thunder", реж. Стефан Маринов
- БГ Комбинация – Стенли, Любо Киров, Христо Мутафчиев
- БГ Вдъхновение – Михаил Белчев

### Годишни музикални награди на БГ радио 2023[1]
- Най-големият български поп изпълнител за всички времена – Лили Иванова
- БГ Дебют – Молец – „7 дни“
- БГ Текст – Молец – „7 дни“
- БГ Видеоклип – Молец – „7 дни“
- БГ Дует/Трио/Вокална група – Молец
- БГ Песен – Миро и ALMA – Повече
- БГ Комбинация – Миро и ALMA – Повече
- БГ Албум – Любо Киров – Целуни ме
- БГ Изпълнител – Любо Киров
- БГ Изпълнителка – Михаела Маринова
- БГ Група – Керана и Космонавтите
- БГ Вдъхновение – Александър Петров

### Годишни музикални награди на БГ Радио 2024
- БГ Дебют - Robi
- БГ Текст - Молец - Цялото време
- БГ Видеоклип - Молец - цялото време
- БГ Дует/Трио/Вокална група - Молец
- БГ Песен - Дишам -  Dara Ekimova
- БГ Комбинация - Миро и Мария Илиева
- БГ Албум - „Албум“ - Молец
- БГ Изпълнител - Миро
- БГ Изпълнителка - Dara Ekimova
- БГ Група - Б.Т.Р.
- БГ Вдъхновение - Кирил Маричков

### Годишни музикални награди на БГ Радио 2025
- БГ Дебют - Елизабет
- БГ Текст - Любо Киров - Ново сърце
- БГ Видеоклип - Руши - Без багаж
- БГ Дует/Трио/Вокална група - Молец
- БГ Песен - Вятъра - Молец и Мистерията на българските гласове
- БГ Комбинация - Братя Аргирови, Тони Димитрова и Христо Стоичков
- БГ Албум - Ново Сърце - Любо Киров
- БГ Изпълнител - Любо Киров
- БГ Изпълнителка - Дара
- БГ Група - Стефан Вълдобрев и Обичайните Заподозрени
- БГ Вдъхновение - Богдана Карадочева
- БГ Посланик - Христо Стоичков
- Най-обичан български поп изпълнител на всички времена - Васил Найденов